# Papežské boty

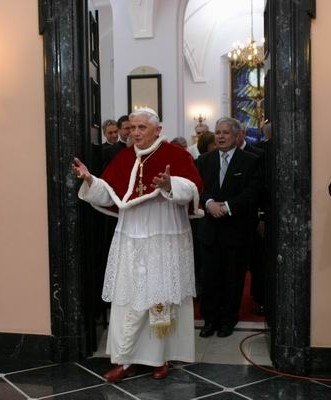
Papež Benedikt XVI. s červenými papežskými botami

Papežské boty jsou červené kožené boty, které nosí papež. Neměly by být zaměňovány s vnitřními papežskými pantoflemi nebo biskupskými sandály, což je liturgická obuv vlastní všem vysvěceným katolickým biskupům římskokatolické církve.

## Historie
Stejně jako mnoho šlechticů užíval papež uvnitř svých sídel papežské pantofle a venku kožené boty. Vnitřní papežské pantofle byly vyrobeny z červeného sametu nebo hedvábí a byly silně zdobené zlatým prýmkem se zlatým křížem uprostřed.
Před rokem 1969 měl papež, stejně jako všichni biskupové a preláti, na mši biskupské sandály. Barva biskupských sandálů se lišila tak, aby odpovídala liturgické barvě mše.

## Charakteristika
V průběhu církevních dějin byla červená barva záměrně vybrána, aby znázorňovala krev katolických mučedníků prolitých po staletí v Kristových stopách. Červené papežské boty jsou také spojeny s Kristovýma vlastníma zakrvácenýma nohama, když byl bit, bičován a tlačen na svou Křížovou cestu, což vyvrcholilo probodnutím jeho rukou a nohou na kříži. Červené boty také symbolizují podřízení papeže nejvyšší autoritě Ježíše Krista. Kromě toho se říká, že červené papežské boty také znamenají spalující Boží lásku k lidstvu, jak se projevuje během letnic, kdy se nosí červené roucho na památku sestoupení Ducha svatého na apoštoly, když na jejich hlavách spočívají ohnivé jazyky.

## Užití
Po roce 1958 přidal papež Jan XXIII. do venkovních papežských bot zlaté přezky, doplňující přítomný kříž (který líbali ti, kdo přišli k papeži na audienci), čímž se staly podobnými červeným botám, které nosili kardinálové mimo Řím. Papež Pavel VI. odstranil zlatý kříž a zcela ukončil zvyk líbat papežskou nohu. Na fotografiích z jeho cesty do Jeruzaléma v roce 1964 lze vidět Pavla VI. v botách s červenou přezkou. V roce 1969 zrušil Pavel VI. přezky u všech církevních bot, které byly běžně vyžadovány u papežského dvora a u prelátů. Přestal také používat vnitřní sametové papuče a velikonoční mozzettu a boty. Pavel VI. nosil po zbytek svého pontifikátu obyčejné červené kožené boty. Papež Jan Pavel I., který byl papežem pouhých 33 dní, nadále nosil obyčejné červené kožené boty, jaké nosil Pavel VI. Na začátku svého pontifikátu nosil papež Jan Pavel II. červené boty; později však přijal nošení vínových bot. Pavel VI., Jan Pavel I. a Jan Pavel II. byli pohřbeni v červených kožených papežských botách, Jan Pavel II. však v průběhu svého pontifikátu začal dávat přednost hnědým botám. Benedikt XVI. užívání červených bot opět obnovil, avšak papež František červené boty neužíval, stejně jako jeho nástupce Lev XIV.